# Bom Sucesso (Paraíba)
 Bom Sucesso  este un oraș în Paraíba, Brazilia.